# Оргочорский аильный округ
Оргочорский аильный округ (аймак) — административная единица в Джети-Огузском районе Иссык-Кульской области Кыргызстана.
Код COATE — 41702 210 845 00 0

## Население
По данным переписи 2022 года, в аильном округе проживало 5 630 человек.

## Административное деление
В состав Оргочорского аильного округа ныне входят населённые пункты:
- Оргочор
- Боз-Бешик
- Кургак-Айрык
- Подгорное

## Галерея

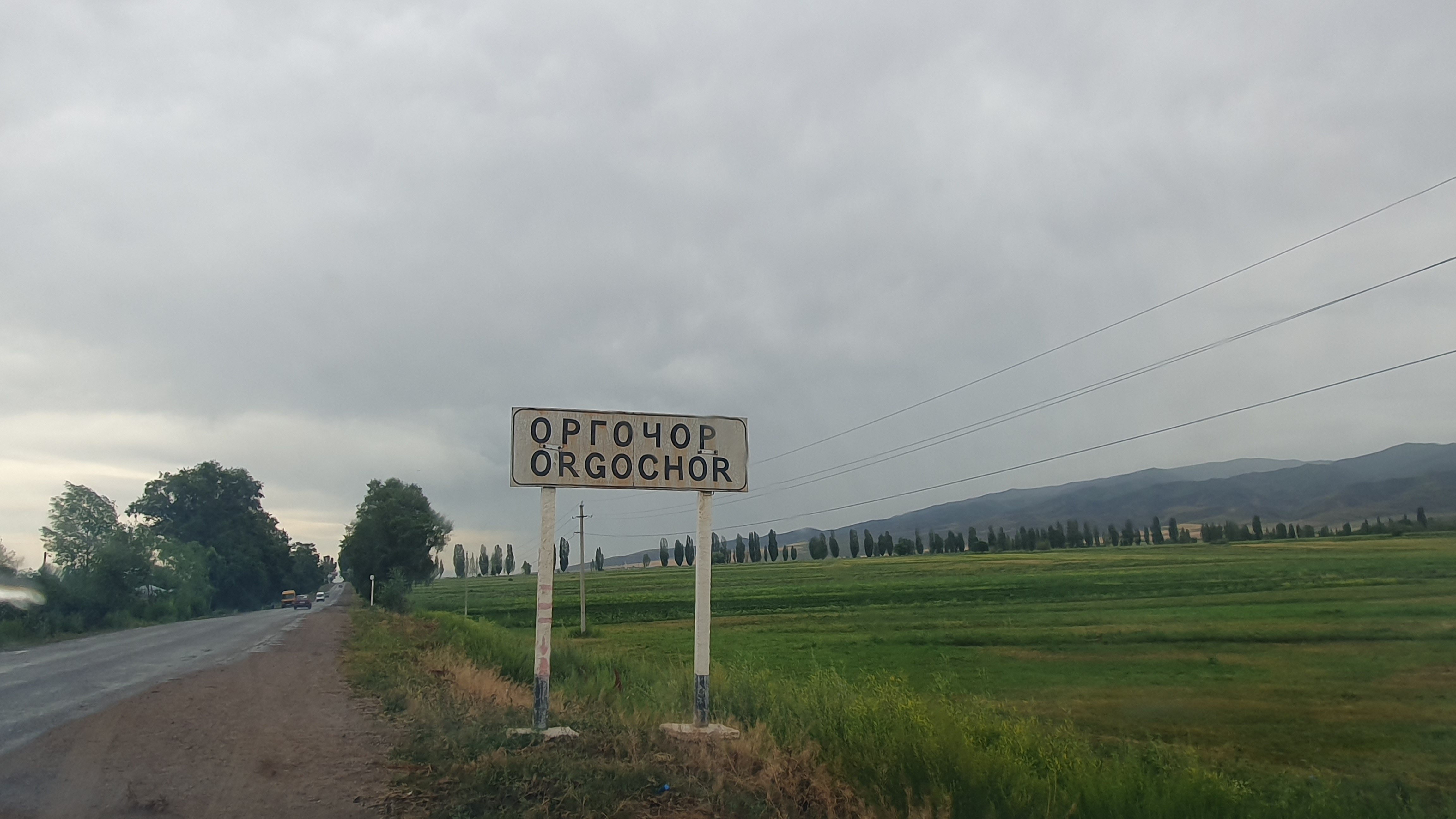
Въезд в село Огочор

## Примечание
1. ↑  Государственный классификатор система обозначений объектов административно-территориальных и территориальных единиц Кыргызской республики. Архивная копия от 18 марта 2018 на Wayback Machine — Бишкек: Национальный статистический комитет Кыргызской республики, 2017.
2. ↑  Численность населения областей, районов, городов,поселков городского типа, айылных аймаков и айылов (сел) Кыргызской Республики Архивная копия от 10 ноября 2021 на Wayback Machine (на 2022 год).